# Хижняк, Иван Лукич
Ива́н Луки́ч Хижня́к (1893—1980) — российский и советский военачальник, Гвардии генерал-лейтенант; участник Первой мировой, Гражданской и Великой Отечественной войн, полный кавалер Креста Святого Георгия.

## Биография
Родился 2 апреля 1893 года в городе Ейске Кубанской области (ныне Краснодарского края) в многодетной рыбацкой семье. Отцу не было и сорока лет, когда он умер от простуды.

### Военное образование
Окончил полковую школу 3-го пехотного полка Западного фронта (1915), школу прапорщиков в городе Тифлисе (1917), окружные курсы среднего и старшего начсостава СКВО в городе Ростов-на-Дону (1924), 1-й курс Военной академии РККА им. М. В. Фрунзе (1933).

### Деятельность

#### Первая мировая война
В 1914—1917 годах служил в царской армии. В годы Первой мировой войны проходил службу в составе 3-го, 222-го, 153-го, 286-го и 208-го полков в должностях: рядовой, командир взвода, фельдфебель роты, командир роты, выборный командир полка. Участвовал в боях на Кавказском фронте, унтер-офицер,после окончания школы прапорщиков,— подпоручик.

#### Гражданская война
Был активным участником Февральской революции. После роспуска старой армии в декабре 1917 года вступил добровольцем в ряды РККА. В декабре 1917 года в Харькове вступил в партию большевиков.
В Гражданскую войну с декабря 1917 года И. Л. Хижняк командовал ротой в красногвардейском отряде Р. Ф. Сиверса в Донской области, участвовал в боях против войск генерала А. М. Каледина на таганрогском направлении. С февраля 1918 года — командир батальона 1-го Ейского революционного полка войск Северного Кавказа, с апреля — командир этого полка. Принимал активное участие в подавлении восстания Ейского отдела в качестве руководителя штаба Ейска. С февраля 1919 года — командир отдельного Ростово-Нахичеванского батальона, с февраля 1920 — Ростовского полка, затем начальник гарнизона Сальского окружного военкомата. С июня 1920 года в составе 9-й армии командовал Краснодарским полком им. III Интернационала, 2-м стрелковым полком, затем 275-м стрелковым полком 31-й стрелковой дивизии. Участвовал в боях на Южном и Кавказском фронтах против войск генерала А. И. Деникина, а также с вооруженными формированиями на Северном Кавказе. В 1921 году «за самовольный расстрел мародёра-бойца» был осужден военным трибуналом на 6 месяцев условно.
С апреля 1921 года И. Л. Хижняк был членом комиссии по борьбе с дезертирством и Военного трибунала 9-й армии, затем исполняющим должность военкома 39-й отдельной стрелковой бригады и командира 115-го стрелкового полка, с января 1922 — командир особого отряда ЧОН 9-й армии.

#### Великая Отечественная война
В годы Великой Отечественной войны был заместителем командира 167-й стрелковой дивизии, командовал 117-й стрелковой дивизией и 11-м гвардейским стрелковым корпусом 9-й армии Северной группы войск Закавказского фронта. Корпус под командованием И. Л. Хижняка принимал участие в Северо-Кавказской наступательной операции, освобождении городов Алагир, Пятигорск, Железноводск, Невинномысск, Армавир.
В 1942 году получил настолько серьёзные ранения, что в московском госпитале его посчитали безнадежным пациентом, и сняли посмертную маску. Однако он поправился, и В. И. Мухина, которой врезался в память образ тяжело раненного командира, слепила с него портрет. За скульптурные портреты полковников Ивана Лукича Хижняка и Б. А. Юсупова В. И. Мухина получила в 1943 году Сталинскую премию второй степени.
В марте 1943 года был тяжело ранен. По излечении, в декабре того же года, назначен командиром 13-го стрелкового корпуса Закавказского фронта. Части корпуса под его командованием прикрывали Черноморское побережье на участке Лазаревское — Батуми.
Хижняк одиннадцать раз был ранен, восемь — контужен. С весны 1942 года воевал с одним лёгким.
С августа 1944 года и до конца войны И. Л. Хижняк — начальник тыла Закавказского фронта.

#### После войны
В мае 1946 года вышел в отставку. После этого активно занимался военно-патриотической деятельностью, общественным воспитанием подрастающего поколения. За большую общественную работу И. Л. Хижняк неоднократно отмечался Главным Политуправлением Советской Армии и Военно-Морского флота, а также ЦК ВЛКСМ.
Умер 10 августа 1980 года в Москве. Похоронен, в соответствии с последней волей, в городе Ейск на Старом городском кладбище.

## Награды и звания

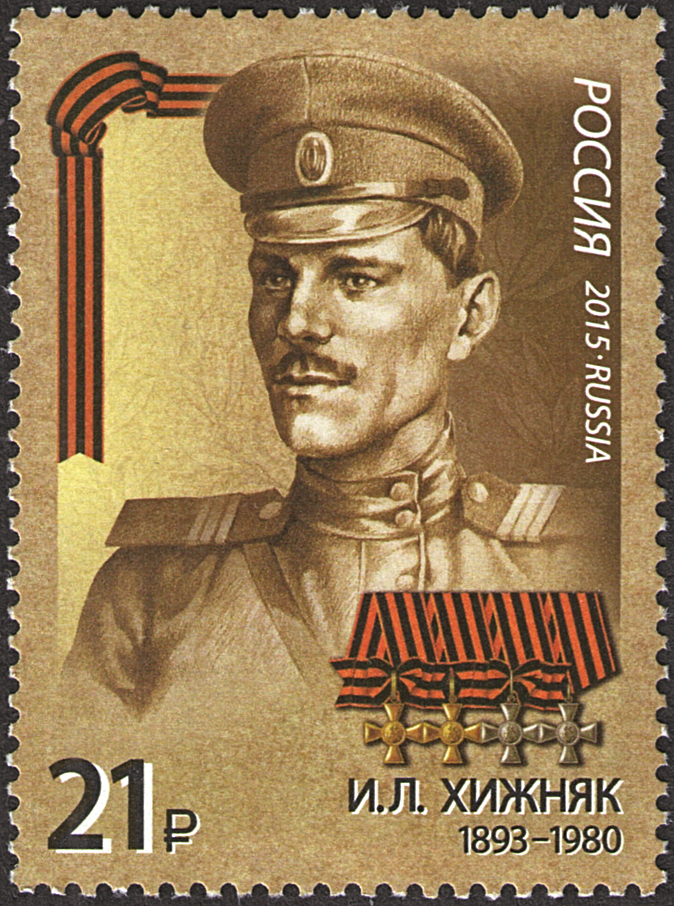
И. Л. Хижняк — полный Георгиевский кавалер. Почтовая марка серии «История Первой мировой войны»,.

- Награждён четырьмя Георгиевскими крестами — I, II, III и IV степени[7].
- Награждён тремя орденами Ленина, четырьмя орденами Красного Знамени, орденом Суворова II степени, орденом Красного знамени Азербайджанской ССР, именным оружием, золотыми часами от Наркома Обороны и медалями.
- Награждён почётным знаком «Воину Красной Гвардии и Красному партизану».
- Первый почетный гражданин Армавира, Ейска и Ейского района[8], Железноводска[9].
- Звание «Почётный гражданин города Быхова» (присвоено 16 апреля 1974 года)[10].
- Звание «Почётный гражданин Жлобинского района»[11].
- Также Почётным гражданином Хижняка признали более сорока других населённых пунктов СССР, а также различные организации.

## Память
- Бюст Хижняка, выполненный известным скульптором В. И. Мухиной в 1942 году[12], хранится в Третьяковской галерее.
  - Другой отлив этой же скульптуры, 1962 года, хранится в Русском музее[13].
- И. Л. Хижняк является автором книги «Годы боевые»[14], в которой упоминается малоизвестный факт Гражданской войны — Ейский десант.
- В РГАЛИ хранятся письма Ивана Лукича Хижняка[15].

## Интересные факты
- В Железноводске Хижняку установлена мемориальная доска с барельефом, где ошибочно указан год его смерти — 1970.[16]
- В 1942 году, будучи тяжело раненным, Иван Лукич был доставлен в Лефортовский госпиталь, где с него, умирающего, скульптор Вера Мухина сняла посмертную маску. Но Хижняк остался жив, а Вера Мухина изваяла в бронзе одну из лучших своих работ — портрет И. Л. Хижняка[17].
- В 1967 году спичечная фабрика «Маяк» поместила на коробках спичек серию этикеток на тему «Советская скульптура». На одной из этикеток было изображение бюста И. Л. Хижняка работы Мухиной[17].